# Life thru a Lens
A Life Thru A Lens című album Robbie Williams brit popénekes első szólóalbuma, amely azután született meg, hogy Williams kilépett a Take That-ből. A nehéz periódus után - miután saját stílusára próbált rátalálni-, az album felvételei a londoni Maison Rouge Stúdióban kezdődtek el 1996-ban. Williams munkáját Guy Chambers producer segítette, akivel nem sokkal a lemez megjelenése előtt (1997. szeptember 29.) ismerkedett meg.
Az album az Egyesült Királyságban 8-szoros platinalemez minősítést kapott. Szerepel az 1001 lemez, amit hallanod kell, mielőtt meghalsz című könyvben.

## Az album dalai
|     | Cím                        | Szerző(k)                                          | Hossz |
| --- | -------------------------- | -------------------------------------------------- | ----- |
| 1.  | Lazy Days                  | Guy Chambers, Robbie Williams                      | 3:52  |
| 2.  | Life thru a Lens           | Chambers, Williams                                 | 3:06  |
| 3.  | Ego a Go Go                | Chambers, Williams                                 | 3:31  |
| 4.  | Angels                     | Chambers, Williams                                 | 4:23  |
| 5.  | South of the Border        | Chambers, Williams                                 | 3:52  |
| 6.  | Old Before I Die           | Eric Bazilian, Desmond Child, Williams             | 3:52  |
| 7.  | One of God's Better People | Chambers, Williams                                 | 3:33  |
| 8.  | Let Me Entertain You       | Chambers, Williams                                 | 4:20  |
| 9.  | Killing Me                 | Chambers, Williams                                 | 3:55  |
| 10. | Clean                      | Williams, A. Genn, R. Hawley, M. Slattery, P. Cook | 3:51  |
| 11. | Baby Girl Window           | Chambers, Williams                                 | 6:10  |

Az album egy rejtett verset is tartalmaz Hello Sir címmel, ami egy korábbi karriertanácsadója kifigurázásáról szól. Williams felhasználta a vers egy részét a 1 Giant Leap My Culture című számában.

## Siker
Az album akkor került az első helyre, amikor már a 28 hete szerepelt a brit slágerlistán. Ezt követően 40 hétig volt a legjobb 10 brit album között és így a brit zeneipar történetében az 58. legkelendőbb nagylemez lett 2,4 millió eladott példánnyal. Az Egyesült Királyságban 8-szoros platinalemez minősítést kapott. Annak ellenére, hogy Williams szülőhazájában ekkora sikere volt a lemeznek, a nemzetközi piacra nem gyakorolt ekkora hatást, talán még Argentínában volt hasonlóan nagy sikere, ahol is az album bekerült a top 10-be 1998 elején. Világszerte több, mint 4 millió példányt adtak el belőle.

## Kritika
„Senkinek sem volt fogalma arról, hogy Robbie milyen fajta zenét fog csinálni. Végül, amikor meghallgattam a lemezt, ezt mondtam: Robbie jó énekes lesz, mert a zenéje briliáns. A Take That-ből mindig is ő volt az egyetlen, aki hiteles.”

– Peter Lorraine, Top of the Pops magazin

## Dupla CD
2003. szeptember 15-én megjelent egy dupla CD lemez Life thru a Lens/I’ve Been Expecting You címmel, az EMI kiadásában.

### Dalok listája
| 1.  | Strong                  | Guy Chambers, Robbie Williams                   | 4:38 |
| 2.  | No Regrets              | Chambers, Williams                              | 5:10 |
| 3.  | Millennium              | John Barry, Leslie Bricusse, Chambers, Williams | 4:05 |
| 4.  | Phoenix From The Flames | Chambers, Williams                              | 4:02 |
| 5.  | Win Some Lose Some      | Chambers, Williams                              | 4:18 |
| 6.  | Grace                   | Chambers, Williams                              | 3:11 |
| 7.  | It's Only Us            |                                                 | 2:52 |
| 8.  | Heaven From Here        | Chambers, Williams                              | 3:05 |
| 9.  | Karma Killer            | Chambers, Williams                              | 4:26 |
| 10. | She’s the One           | Karl Wallinger                                  | 4:18 |
| 11. | These Dreams            | Chambers, Williams                              | 5:08 |

| 1.  | Lazy Days                  | Chambers, Williams                                 | 3:54  |
| 2.  | Life thru a Lens           | Chambers, Williams                                 | 3:07  |
| 3.  | Ego a Go Go                | Chambers, Williams                                 | 3:34  |
| 4.  | Angels                     | Chambers, Williams                                 | 4:25  |
| 5.  | South of the Border        | Chambers, Williams                                 | 3:53  |
| 6.  | Old Before I Die           | Eric Bazilian, Desmond Child, Williams             | 3:53  |
| 7.  | One of God's Better People | Chambers, Williams                                 | 3:33  |
| 8.  | Let Me Entertain You       | Chambers, Williams                                 | 4:22  |
| 9.  | Killing Me                 | Chambers, Williams                                 | 3:56  |
| 10. | Clean                      | Williams, A. Genn, R. Hawley, M. Slattery, P. Cook | 3:55  |
| 11. | Baby Girl Window           | Chambers, Williams                                 | 14:10 |
| 12. | Hello Sir                  |                                                    |       |

## Kislemezek
Az első kislemez, amelyet kiadtak az albumról, az Old Before I Die volt, Williams együtt írta Eric Baziliannal és Desmond Childdal, 1997 áprilisában jelent meg. A brit slágerlista 2. helyére került, bár maga a dal nem gyakorolt nagy hatást más nemzetközi listákra.
A második kislemez, a Lazy Days 1997 nyarán jelent meg. Williamsnek megengedték, hogy rövid időre hagyja el a rehabilitációs klinikát, amíg felveszik a dal videóját. A dal promóciója csak a 8. helyig segítette a brit slágerlistán az Egyesült Királyságban, bár küzdött, hogy a legjobb 40 dal közé bekerült az európai listán.
Debütáló albuma, a Life thru a Lens 1997. szeptemberében jelent meg, nem sokkal azután, hogy Williams kijött a rehabilitációs klinikáról. Az albumot az Elysee Montmarte színházban mutatták be Párizsban.
Az album először nehezen „indult be”, a 11. helyen végzett a brit listán, csak kb. 33 000 darabot adtak el belőle.
A harmadik kislemez az albumról a South of the Border nem gyakorolt jelentős hatást a brit slágerlistákra. Amikor kijött a kislemez, 1997 szeptemberében, a 14. helyre került és ez erősen befolyásolta Williams későbbi karrierjét.
Miután Williams találkozott a Chrysalis lemezkiadóval, aki törődött karrierjével, kiadták a negyedik kislemezt, az Angels címűt. Ekkor még nem sejtették, hogy ennek a kislemeznek lesz a legnagyobb sikere. A dal Williams bestsellere lett Angliában, kétszeres platinalemez lett a BPI-n. Az Angels nagy siker lett Európa-szerte és Latin-Amerikában is, világszerte több, mint 2 millió példányt adtak el belőle, „magasra szálló rakéta” lett.
Az ötödik és a legutolsó kislemez az albumról a Let Me Entertain You, amely 1998 márciusában jelent meg és a 3. helyen végzett az brit slágerlistán, Williams egyik jelképszerű dala lett, legtöbb koncertjét ezzel a dallal kezdi.

## Díjak
| Év   | Díj                                                |
| ---- | -------------------------------------------------- |
| 1998 | Mercury Music Prize                                |
| 1998 | UK Radio Airplay - Az Év Legjobb Kislemeze: Angels |
| 1998 | Brit Award Legjobb Kislemez: Old Before I Die      |
| 1999 | Legjobb Kislemez: Angels                           |

## Közreműködők
- Chris Sharrock – dobok, pergődob
- Steve Barnard – dobok, háttérvokál
- Andy Caine – háttérvokál
- Robbie Williams – vokál, háttérvokál
- Steve McEwan – gitár, háttérvokál
- Martin Slattery – gitár
- Kerry Hopwood – programozás
- Steve Bush – programozás
- Steve Power – billentyűs hangszerek, programozás, producer
- Jim Brumby – zaj
- Dave Catlin-Birch – basszusgitár, háttérvokál
- Guy Chambers – gitár, háttérvokál, billentyűs hangszerek
- Geoff Dugmore – ütős hangszerek, dobok
- Andy Duncan – ütős hangszerek
- Mark Feltham – harmonika
- Chester Kamen – gitár
- Derek Watkins – trombita

## Inspráció
A Life Thru A Lens című dal Tara Palmer-Tomkinson brit bemondónőről szól.
Az Ego A Go Go című dal Gary Barlow-val való kapcsolatáról, a South of the Border Kate Moss-szal való kapcsolatáról szól. A Baby Girl Window című dalt Williams Richard Beckinsale színészről írta, aki fiatalon halt meg, lánya, Samantha Beckinsale, barátságban van az énekessel és meghatotta a dal.
A One of God’s Better People-t és az Angels című dalt Jan, Robbie édesanyja ihlette.

## Helyezések, minősítések
| Ország                    | Helyezés | Minősítés       | Eladás     |
| ------------------------- | -------- | --------------- | ---------- |
| Ausztrália                | 34       | aranylemez      | 35,000+    |
| Ausztria                  | 33       |                 |            |
| Hollandia                 |          | aranylemez      | 40,000+    |
| Svájc                     | 39       | aranylemez      | 25,000+    |
| Egyesült Királyság        | 1        | 8x platinalemez | 2,400,000+ |
| Amerikai Egyesült Államok | 120      |                 | 16,500     |